# Шамсутдинова, Майра

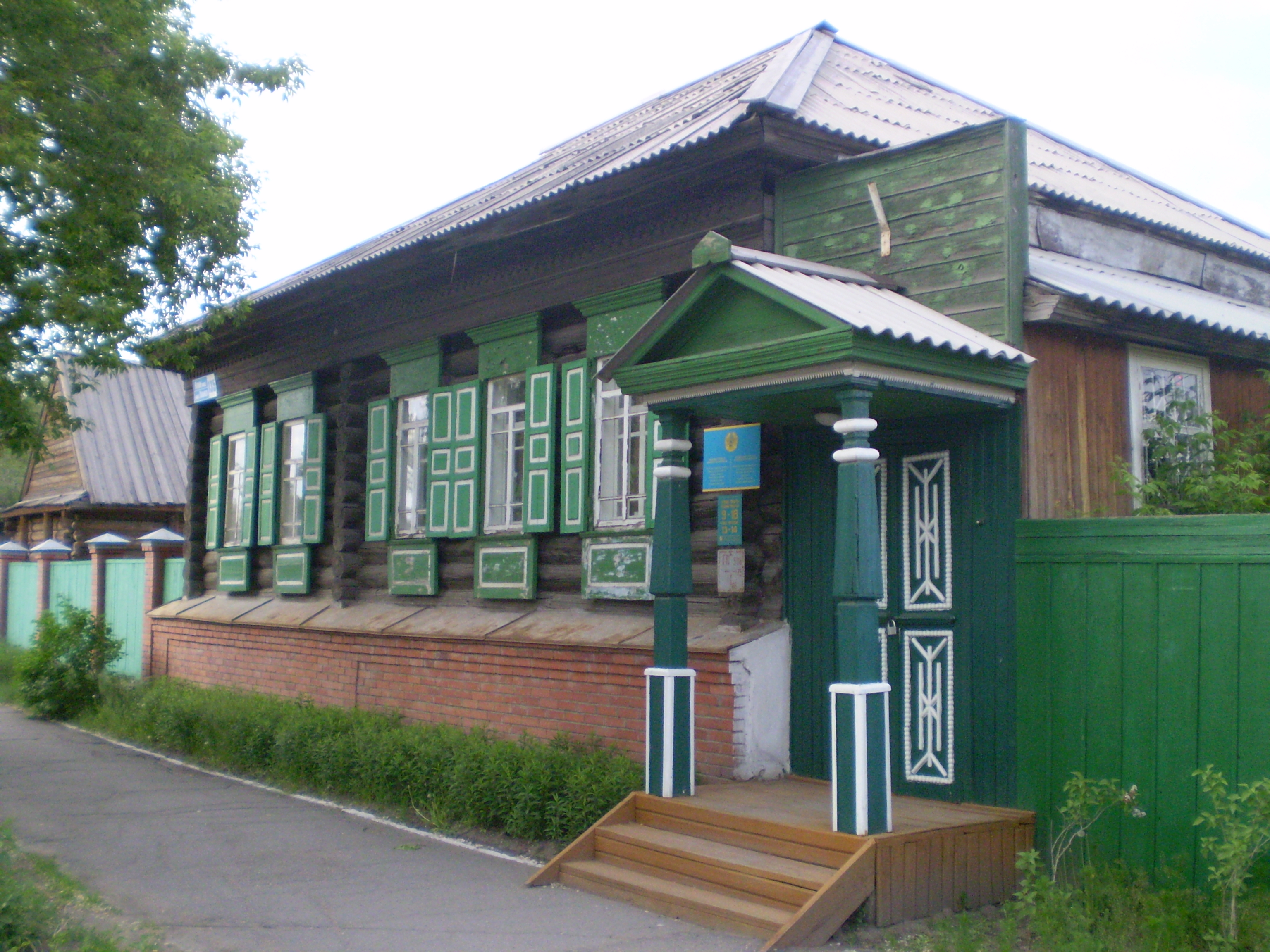
Филиал Павлодарского областного историко-краеведческого музея им. Г.Н. Потанина. Дом-музей песенного творчества им. Майры Шамсутдиновой

Майра Шамсутдинова  (каз. Майра Уәлиқызы; 1890, Павлодар, Павлодарский уезд, Семипалатинский уезд, Российская империя (ныне Казахстан) — 25 января 1927, Павлодар, Казахская АССР, СССР) — казахский композитор и народная певица.

## Биография
Родилась в 1890 году в городе Павлодар.
Дочь татарина-борикши и казашки, училась грамоте, рано начала играть на гармони. С тринадцати лет стала известна, как певица с прекрасным слухом и голосом.

## Творчество
Майра была личностью щедро одаренной композиторским талантом и исполнительской способностью доведенной до уровня профессионализма. Прекрасные вокальные данные, низкое и очень красивое контральто, большой диапазон голоса давали ей возможность исполнять трудные характерные для мужчин песни.
Широкий диапазон голоса позволял ей исполнять классические, народные песни, сочинения современников и собственные произведения.
Она мастерски пела на казахском, татарском и русском языках. Демонстрировала своё искусство на Баянаульской и Кояндинской ярмарках вместе с Исой Байзаковым и Амре Кашаубаевым.
В 1926 году певица встретилась с известным музыкантом и этнографом А. В. Затаевичем, который записал в её исполнении 13 народных песен, в том числе её собственного сочинения.
Большую популярность получила песня «Майра» (другое названия — «Убайра», «Райра», «Хару-раку-райра») — своеобразный музыкальный «автопортрет», сочинённый в традициях искусства акынов.

## Память
Её именем названа улица в Павлодаре и дом песенного творчества (музей).
В июле 2018 года в Павлодаре был открыт бронзовый памятник Майре Шамсутдиновой. Бюст работы местного скульптора Азата Баярлина по заказу мецената почетного гражданина Павлодара Куата Есимханова представляет собой поясную скульптуру Майры, держащей в руках гармонь. Высота памятника составляет 3,5 метра. 